# Anne Marie Moss
Anne Marie Moss (Toronto, 6 februari 1935 – New York, 29 februari 2012) was een Canadese jazzzangeres en muziekpedagoge.

## Biografie
Anne Marie Moss was vergaand autodidact (in 1955 werd ze onderwezen door Portia White in ademhalingsoefeningen), trad ze als kind al op en begon ze begin jaren 1950 als jazzzangeres in de bands van Joey Masters en Calvin Jackson, die in Toronto werkten. Bovendien zong ze in dansbands en trad ze op in verschillende amusementsprogramma's van de CBC, soms ook met de bands van Norman Symonds en Ron Collier. Van 1956 tot 1958 ging ze in de Verenigde Staten en Canada op tournee met Don Thompson.
In 1959 was ze bandzangeres in de Maynard Ferguson Big Band. In de Verenigde Staten werkte ze ook met het Count Basie Orchestra en verving ze voor een korte periode Annie Ross in het zangtrio Lambert, Hendricks & Ross. In 1961 trouwde ze met de zanger Jackie Paris. Beiden traden tot 1980 samen op in nachtclubs en speelden in 1975 met Steve Gadd het album Live at the Maisonette in. In 1980 volgde haar soloalbum Don't You Know Me? met jazzstandards als My Romance, I'm Old Fashioned en How Long Has This Been Going On. Tijdens de jaren 1980 trad ze na haar scheiding van Jackie Paris in 1981 soms op in Toronto. Verder doceerde ze zang, vanaf 1987 aan de Manhattan School of Music in New York.

## Overlijden
Anne Marie Moss overleed in februari 2012 op 77-jarige leeftijd.
- International Standard Name Identifier: 0000 0000 7396 5349
- Library of Congress Control Number: n95076966
- Virtual International Authority File: 73105490
- WorldCat: E39PBJpj9YPk7b3X74Ckq3p773